# وقتی هری سجال رو پیدا کرد
وقتی هری سجال رو پیدا کرد (به هندی: Jab Harry Met Sejal) فیلمی است محصول سال ۲۰۱۷ و به کارگردانی امتیاز علی است. در این فیلم بازیگرانی همچون انوشکا شارما، شاهرخ خان، اولین شارما ایفای نقش کرده‌اند. به گفته منتقدان هندی این فیلم از برترین آثار عاشقانه درام شاهرخ خان به شمار می آید که حال خوب را به بیننده القا می کند.